# آرتور گرگ سولزبرگر
آرتور گرگ سولزبرگر (به انگلیسی: Arthur Gregg Sulzberger) (زاده ۱۴ مرداد ۱۳۵۹) خبرنگار آمریکایی است که به‌عنوان رئیس هیئت مدیره شرکت نیویورک تایمز کمپانی و ناشر روزنامه برجسته آن، نیویورک تایمز فعالیت می‌کند.